# Quận Willacy, Texas
Quận Willacy (tiếng Anh: Willacy County) là một quận trong tiểu bang Texas, Hoa Kỳ. Quận lỵ đóng ở thành phố Raymondville6. Theo kết quả điều tra dân số năm  2000 của Cục điều tra dân số Hoa Kỳ, quận có dân số 20082 người.
Theo US Census Bureau, quận có tổng diện tích 784 dặm vuông (2.031 km ²), trong đó, 597 dặm vuông (1.545 km ²) là đất và 188 dặm vuông (486 km ²) của nó (23,92%) là diện tích mặt nước.